# Couvent de la Miséricorde de Laval
Le couvent de la Miséricorde de Laval s'établit à Laval en 1821 à l'initiative de Thérèse Rondeau. Il était situé rue du Paradis à Laval.

## Historique
À la suite d'une mission donnée à Laval en 1816, on se préoccupa vivement des moyens de retirer du vice les femmes dont la vertu en avait souffert les atteintes. Le père Chanon, l'un des missionnaires, chercha une personne propre à conduire cette œuvre. Son choix tomba sur une ouvrière de 23 ans, Thérèse Rondeau, née à Laval en 1793. Son projet était d'entrer comme sœur converse dans la congrégation du Sacré-Cœur. A la proposition qui lui fut faite, elle eut à opposer ce dessein déjà formé mais se soumit. Plusieurs femmes converties furent aussitôt placées sous sa conduite. En 1818, pour s'instruire mieux de ses nouveaux devoirs, elle se rendit à Bordeaux, où Mademoiselle Lamouroux fondait une œuvre semblable. Elle reçut de ses mains l'habit de la congrégation nouvelle et revint à Laval reprendre ses charitables soins qui furent bientôt partagés par sept religieuses. 
Le petit loyer qu'elle prit dans la rue de Hameau reçut 33 pénitentes. Une vaste maison était à vendre. La communauté devait 300 francs. et ne possédait qu'une pièce de six livres. Malgré cela, la Mère Thérèse mit 36 000 francs à l'enchère et la maison lui fut adjugée. 
Elle s'y installa le 31 août 1820. Après quelque temps de délai, la maison fut payée. En 1827, elle comptait 200 pensionnaires: puis au milieu du XIXe siècle 500. À cette époque, à la Miséricorde, les pensionnaires s'occupent au travail des mains. La plupart se livrent au tissage. Un certain nombre fabriquent des ouvrages de broderie au filet, dont la bonne exécution, l'élégance, la richesse ont valu à l'industriel qui les exploite des médailles à plusieurs expositions.
Quelques-unes vont à une lieue et demie de Laval cultiver une petite closerie, dont la communauté est devenue propriétaire, et sur le terrain de laquelle fut bâtie, en 1839, la chapelle de Saint-Joseph des Champs.
Implantées en Mayenne, et dans les départements du Finistère et du Calvados, des communautés, qui ont pris leur indépendance, sont également fondées en Pologne : Faustine Kowalska, Polonaise béatifiée en 1993 est une Sœurs de Notre-Dame de la Miséricorde. En effet en 1861, Ève Potocka (1814-1881) ainsi que deux autres femmes se rendent chez les sœurs de Notre Dame de la Miséricorde de Laval pour se familiariser avec les méthodes de travail des religieuses afin de mettre en place une œuvre similaire en Pologne. Après avoir maîtrisé l'esprit, les coutumes et les règles de la Miséricorde de Laval, les trois polonaises adoptent l'habit religieux et un nouveau nom puis retournent en Pologne.
La communauté abrite aujourd'hui une maison de retraite.